# 上地站
上地站是一个位于中国北京市海淀区上地街道与清河街道交界上地东二路与京包铁路交叉口，属于北京地铁13号线的地铁车站。

## 车站結構

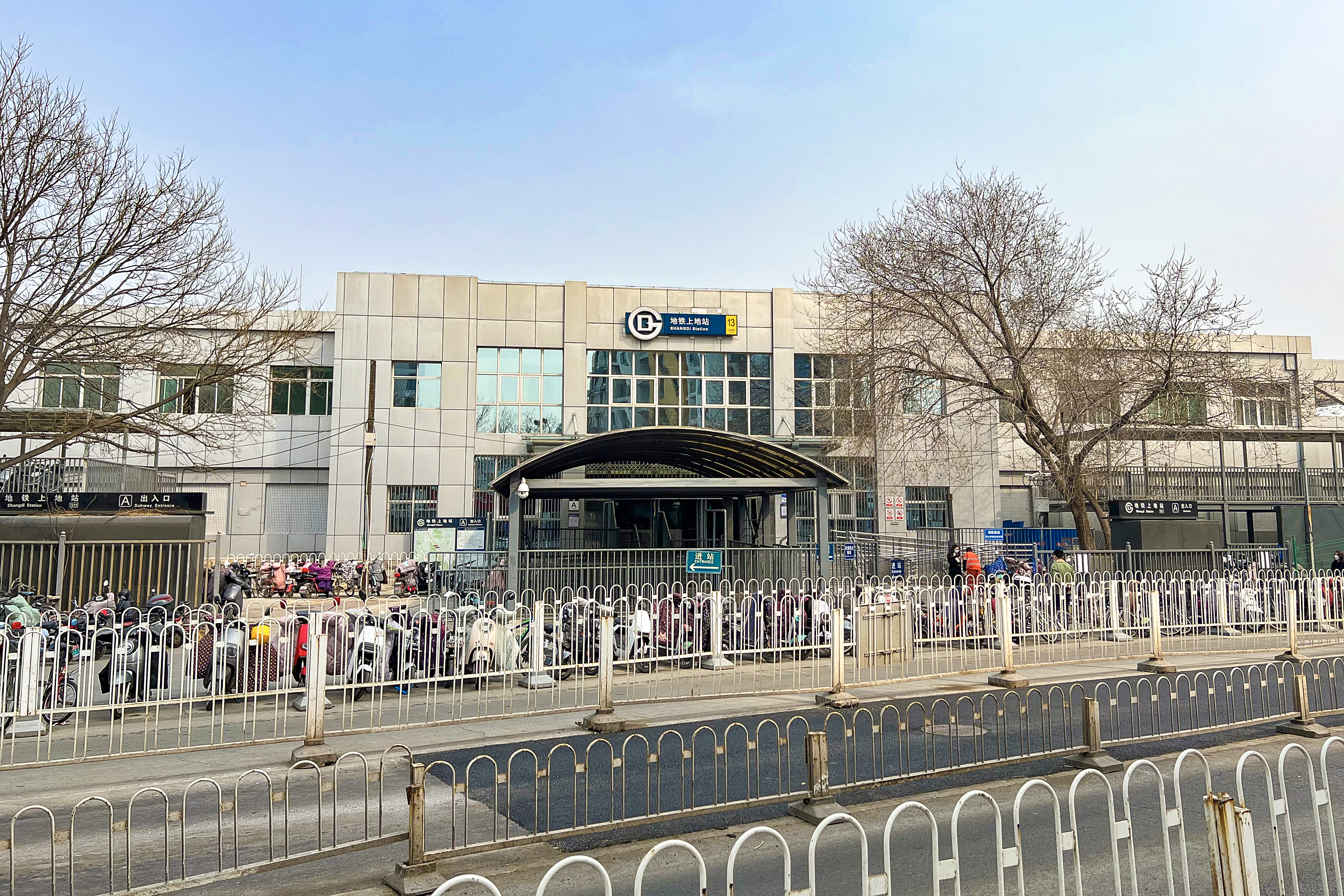
站房

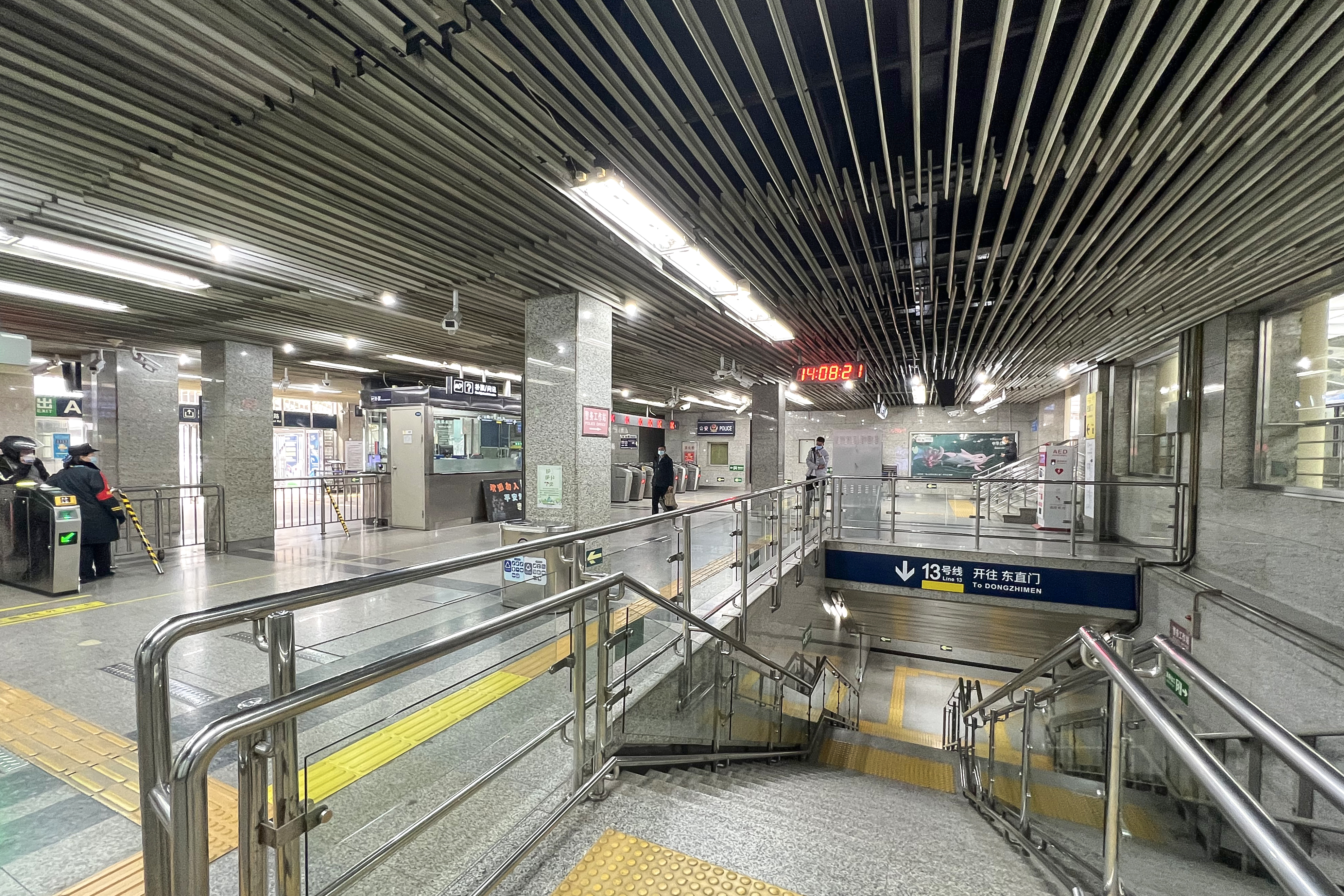
站厅

这个站位于上地東二路東面，上地南路北面。在本站南端东側路軌設有一條存車線。
| 地上一层 站台层 站厅层 | 侧式站台，右側開门         | 侧式站台，右側開门                        |
| 地上一层 站台层 站厅层 | █ 13号线往西直门（五道口） |                                           |
| 地上一层 站台层 站厅层 | █ 13号线往东直门（清河站） |                                           |
| 地上一层 站台层 站厅层 | 侧式站台，右側開门         |                                           |
| 地上一层 站台层 站厅层 | 站厅                       | A出入口、票务服务、自动售票机、一卡通充值 |
| 地下一层               |                            | 换向通道                                  |

## 出口
這個站仅有1個出口：A西北口。
|                           |            |                  |      |  |
| 编号                      | 指示       | 建议前往的目的地 | 照片 |  |
| 出口 · A · 无障碍通道标志 | 上地东二路 | 上地佳园         |      |  |
| 註： 設有                 |            |                  |      |  |